# Annibale-Brizio Bichi

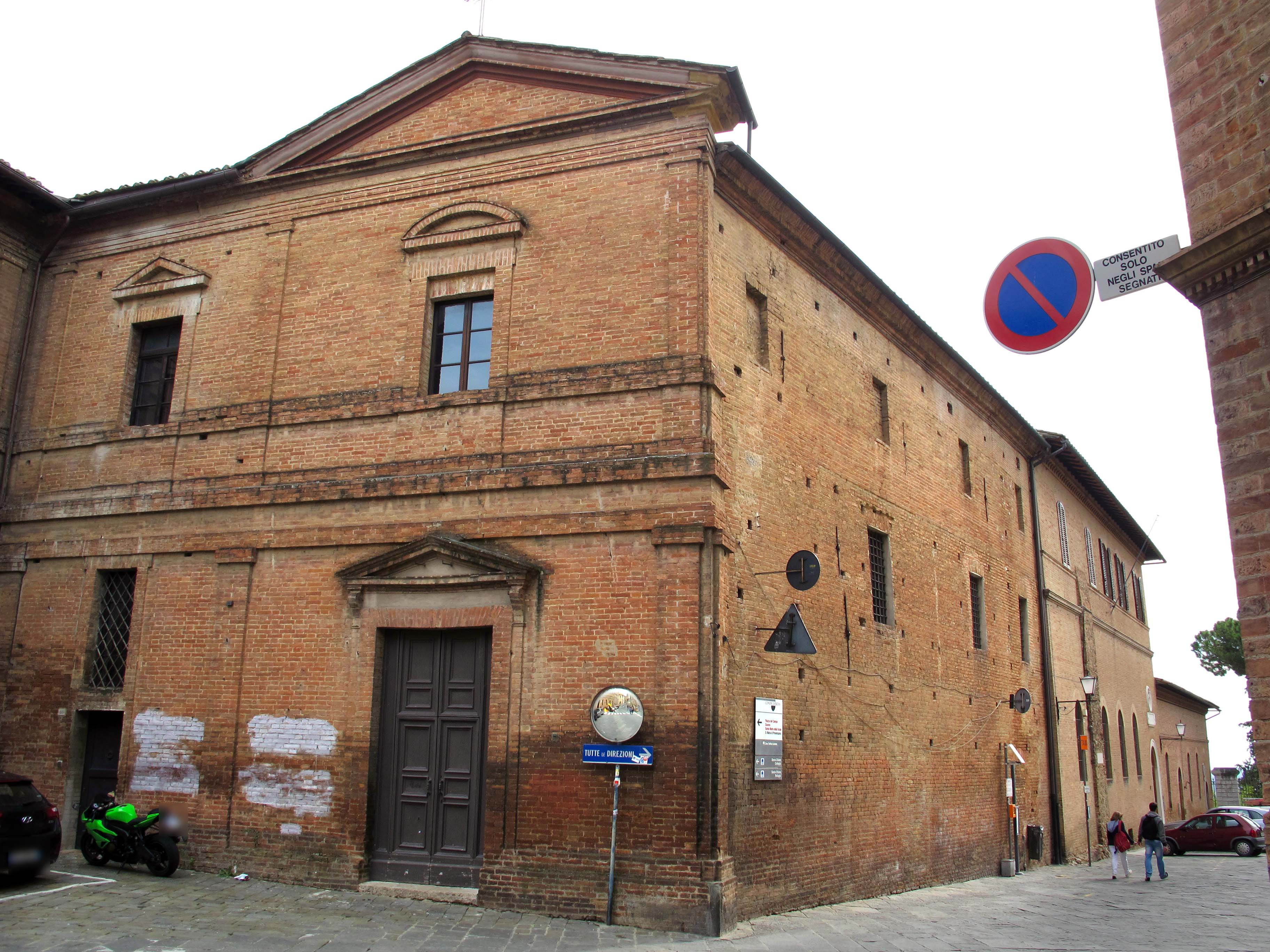
Église du Santuccio, Sienne.

Annibale-Brizio Bichi ou Capitano Annibale Brizio di Firmano Bichi, est un architecte civil et militaire siennois né en 1509.

## Œuvres
- Façade de l’église du Santuccio.

## Sources
- « Bichi (Annibal-Brizio) », Nouvelle Biographie générale Hoefer, 1855, t. 6, col. 20-21.